# Mochau
Mochau är en ortsteil i staden Döbeln i Landkreis Mittelsachsen i förbundslandet Sachsen i Tyskland. Mochau var en kommun fram till den 1 januari 2016 när den uppgick i Döbeln. Mochau hade 2 311 invånare 2015.